# Klimczok (miejscowość)
Klimczok – miejscowość o statusie schronisko turystyczne w Polsce położona w województwie śląskim, w powiecie bielskim, w gminie Wilkowice.
W miejscowości znajduje się Schronisko PTTK na Klimczoku, jest położona na stokach Magury w pobliżu przełęczy Siodło pod Klimczokiem.